# Diplogasterida
Diplogasterida è un ordine di nematodi. Può essere inserito nella sottoclasse monotipica Diplogasteria, ma sembra più probabile che appartenga a Rhabditia.